# Ifedore
Ifedore è una  delle diciotto aree a governo locale (local government areas) in cui è suddiviso lo stato di Ondo, in Nigeria. Estesa su una superficie di 295 chilometri quadrati, conta una popolazione di 176.327 abitanti.